# La Cabañuela
La Granja de La Cabañuela es una localidad y Entidad Local Menor, en Castilla la Vieja, hoy comunidad autónoma de Castilla y León, provincia de Burgos (España). Está situada en la comarca de Alfoz de Burgos y en la actualidad depende del Ayuntamiento de Merindad de Río Ubierna.

## Geografía
La Cabañuela es una finca situada en la zona central de la provincia de Burgos, en el borde del Páramo de Masa, a una altitud entre los 1.050 y 1.250 m s. n. m.
- Carretera:  Acceso desde En el punto kilométrico 31,5 de la carretera autonómica  CL-629  de Sotopalacios  N-623  a El Berrón  BI-636  pasando por Villarcayo y también por el puerto de La Mazorra.

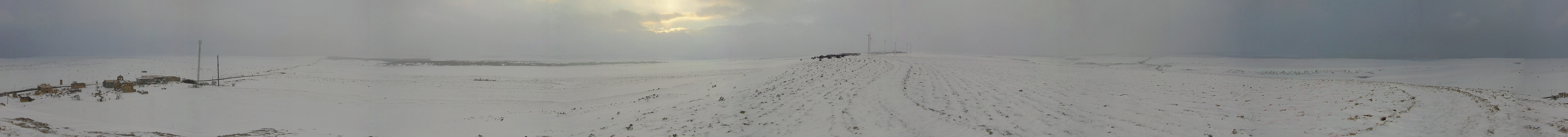
Villalta, Páramo de Masa.

## Ganadería Antonio Bañuelos
Esta ganadería, la primera de la provincia perteneciente a la Unión de Criadores de Toros de Lidia, se formó en 1993.
En el escalafón de ganaderías en España y Francia: Antonio Bañuelos ocupa el puesto 19 con 47 toros lidiados, 23 orejas y 1 vuelta al ruedo.

### Gamarro
El 30 de junio de 1999 Gamarro, hijo de Gamarra y de Gibraltareña, volvió a La Cabañuela para transmitir su bravura y nobleza es esta ganadería, al ser indultado por Enrique Ponce. Su hijo "Zurcido" también fue indultado en Medina de Pomar el 1 de octubre de 2006 por Sánchez Vara.

«...el famoso Gamarro que dio un recital de bravura, en una perfecta simbiosis que tuvo a Enrique Ponce como 'director de orquesta'. Gamarro fue magnífico, de gran clase, de los que sueñan con lidiar los ganaderos, los que dictan clases de bravura sobre las arenas y, ante todo, defienden su casta y sangre brava, la misma que ha servido para crear el espectáculo más bello de cuantos existen, donde el arte y el riesgo crean las estampas más bonitas que se puedan soñar y han inspirado a los más grandes protagonistas de las letras, los pinceles. 
Todo aquello valió para que Gamarro fuera indultado; es decir, que recibió los máximos honores a que pueda aspirar un toro en la plaza.
Se había ganado el derecho a vivir, a disfrutar para siempre de los placeres de la vida en el medio natural donde cuatro años antes vio la luz, en el Páramo burgalés que de esta forma abría una página en su historia. Cuando se concedió el indulto, la plaza entera irrumpió en una ovación de gala, de las que hacen época, mientras que Bañuelos no pudo evitar las lágrimas, en unos momentos plenos de emoción, incapaces de interrumpir los numerosos abrazos y parabienes de amigos y conocidos que recibía en unos instantes alborozados, de los que sirven para darle a la fiesta categoría y realce. Luego, Gamarro fue curado en los corrales de la plaza por el equipo de veterinarios y trasladado posteriormente a La Cabañuela, donde despertó la admiración de cientos de personas que no quisieron perderse el histórico momento...»
Viaje a los toros de la nieve. Alfonso Navalón.